# Naczynia
Naczynia – polski zespół muzyczny założony w 1999 roku. Swoje utwory nagrywa w Rogalowie. 25 lutego zajęli pierwsze miejsce na Bisliście Polskiego Radia Bis. 2 grudnia 2006 wydali debiutancki album Naczynia zespołem, związani z wytwórnią Obuh records, płyta nagrana na sprzęcie analogowym w studiu "Rogalów Analogowy"

## Członkowie zespołu
- Cynio
- Szampon
- Dawid
- Daniel
- Ksienrzyc (Księżyc)
- Maciek

## Dyskografia
- Składanka Radio Lampa utwór Parowozem do Paryża (2005)
- Naczynia Zespołem LP (2006)